# ترزا برودسکا
ترزا برودسکا (چکی: Tereza Brodská؛ زادهٔ ۷ مهٔ ۱۹۶۸) بازیگر اهل جمهوری چک است.
از فیلم‌ها یا مجموعه‌های تلویزیونی که وی در آن‌ها نقش داشته‌است، می‌توان به خیابان و همچنین «انتقام من» اشاره نمود؛ که بابت آن برندهٔ شیر چک بهترین بازیگر نقش مکمل زن شد. از سال ۲۰۱۹، او شخصیت یانا کراتینووا را در سریال تلویزیونی «آفتابی» به تصویر کشیده است.